# Alloblennius jugularis
Alloblennius jugularis är en fiskart som först beskrevs av Klunzinger, 1871.  Alloblennius jugularis ingår i släktet Alloblennius och familjen Blenniidae. Inga underarter finns listade i Catalogue of Life.